# Manahen
Manahen est un prophète et docteur de l’Église primitive d’Antioche mentionné dans les Actes des Apôtres.

## Biographie
Qualifié de « frère de lait d’Hérode le Tétraque » dans le Nouveau Testament, Manahen serait de noble et illustre naissance. Cependant, il aurait choisi la pauvreté en suivant l'enseignement de Jésus en figurant parmi les septante disciples. 
Dans les Actes des Apôtres, il est qualifié de docteur et prophète de l'Église d'Antioche, et est choisi pour être le consécrateur, aux côtés de Siméon Niger et de Lucius de Cyrène, de Paul et de Barnabé afin de leur confier leur mission évangélique :

« Il y avait dans l’Église établie à Antioche des prophètes et des docteurs : Barnabé, Siméon appelé Niger, Lucius de Cyrène, Manahen, ami d’enfance d’Hérode le Tétrarque, et Saul. Or un jour, tandis qu’ils célébraient le culte du Seigneur et jeûnaient, l’Esprit Saint dit : « Mettez-moi donc à part Barnabé et Saul en vue de l’œuvre à laquelle je les ai appelés. » Alors, après avoir jeûné et prié, ils leur imposèrent les mains et les laissèrent à leur mission. »

— Ac 13, 1-3.
Selon la  Tradition, il mourut à Antioche de mort naturelle.
Luc, le seul évangéliste qui mentionne la comparution de Jésus devant Hérode (Lc 23, 8-12), en aurait eu connaissance par Manahen.

## Calendrier liturgique
Manahen est célébré par les églises chrétiennes le 24 mai.